# Černá kniha komunismu
Černá kniha komunismu: Zločiny, teror, represe (ve francouzském originále Le Livre noir du communisme: Crimes, terreur, répression) je kniha z roku 1997 sepsaná kolektivem evropských akademiků a výzkumníků z CNRS. Jejím editorem je Stéphane Courtois.
Kniha se pokouší shrnout rozličné zločiny (vraždy, deportace, mučení, hladomory), které považuje za dílo komunismu. Autoři v tomto kontextu pracují s leninistickým a marxisticko-leninistickým výkladem komunismu a státy, které z těchto ideologií vycházely, počínaje bolševickou revolucí. Popudem k sepsání knihy bylo částečné otevření archivů někdejších komunistických států.

## Obsah a kritika
Přestože se knize dostalo mnoha pozitivních recenzí od řady publicistů, setkala se i s rozsáhlou kritikou.
První kapitolou knihy je „Úvod“, jehož autorem je Stéphane Courtois. Tři z dalších spoluautorů knihy (Jean-Louis Margolin, Nicolas Werth a Karel Bartošek) se později od Courtoisova úvodu a obecně jeho editorské práce distancovali. Margolin a Werth uvedli, že Courtois byl „posedlý“, aby se dobral k číslu 100 milionů mrtvých, což dle jejich názoru vyústilo v „odbytý a zavádějící výzkum“, který spíše připomíná „militantní politický aktivismus“. Sám Margolin, autor kapitoly o Vietnamu, dle vlastních slov „nikdy nedošel k číslu milionu mrtvých (které kniha uvádí)“. Současně kritizovali, že Courtois záměrně zveličoval počty obětí ve specifických zemích a odmítli úvodní přirovnání komunismu k nacismu. Předmětem diskusí případně byla i otázka, co lze a co nelze řadit jako „zločin komunismu“. Courtois v knize pracuje s počtem 65 až 93 milionů mrtvých.
Britský publicista Seumas Milne pro The Guardian napsal, že „narativ studené války o Hitlerovi a Stalinovi, potažmo pak i nacismu a komunismu, jakožto stejném zlu, relativizuje specifické zločiny nacismu, zcela ignoruje zločiny kapitalismu a kolonialismu a krmí představu, že jakákoliv radikální společenská změna nutně vede k utrpení, vraždění a nezdaru“. Rumunsko-americký politolog Vladimir Tismăneanu naproti přirovnání podpořil jako „všeobecně obhajitelné“.
Michael David-Fox kritizoval koncept „obecného komunismu“, který kniha předkládá, a na příkladu Stalinova Sovětského svazu a Pol Potovy Kambodži uvádí, že jednotlivé události v nich nelze chápat jako provázané.